# Порхавка гігантська
Порхавка гігантська, лангерманія гігантська (Calvatia gigantea (Pers.) Loyd., Lasiosphaera gigantea (Pers.) F. Smarda, Langermania gigantea (Pers.) Rostk.) — їстівний вид грибів з родини печерицевих (Agaricaceae).

## Будова
Плодове тіло кулясте, овально-кулясте, 15-35(40-50) см у діаметрі, гладеньке, спочатку біле, пізніше буріє, всередині молодого гриба біле, наче вата, при достиганні бежувате, далі пурпурово-буре, чорно-буре, порохняве; стигле розривається у верхній частині. Спори 4-5 мкм у діаметрі, бурокоричневі.

## Поширення та середовище існування
Зустрічається по всій Україні. Росте у лісах на галявинах, у садах, на луках, у степах рідко; восени. Дуже добрий їстівний гриб лише молодий, поки всередині білий. Використовують свіжим, заготовляють про запас — сушать, порізаний на тонкі частки, лише в день збору, поки м'якуш чисто-білий. У порхавці гігантській виявлено цінний антибіотик кальвацин — онкостатичну речовину, яку використовують в офіційній медицині (США). У народній медицині використовують як кровоспинний засіб.

## Цікаві факти

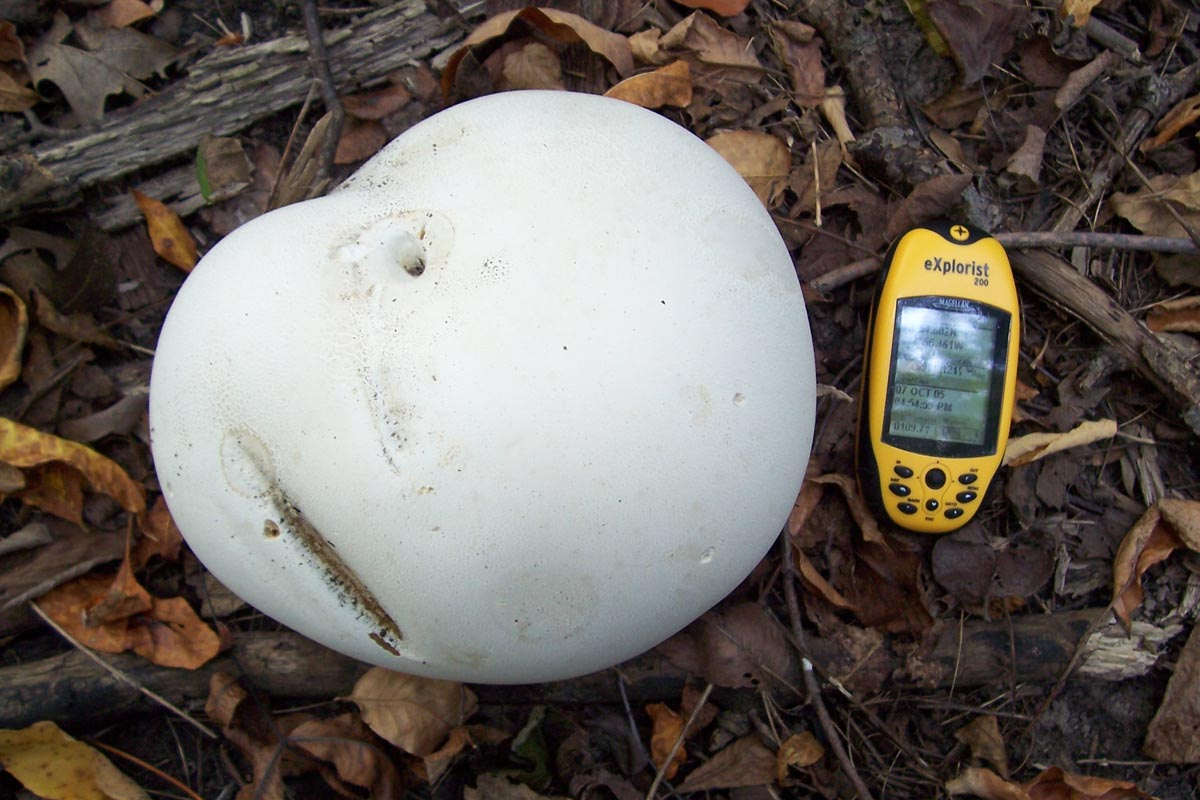
Порхавка гігантська

Рекордсмена України — порхавку гігантську вагу 12 кілограмів — знайдено у Любешівському районі Волинської області біля с. Березна Воля 16 вересня 2001 року.
В середньому одне плодове тіло містить сім трильйонів спор. Було підраховано: якщо усі спори однієї порхавки проростуть і спори цього покоління теж проростуть — загальна маса такої кількості грибів буде більшою за Землю в 800 разів.